# 杜瓦山
80°32′S 21°11′W / 80.533°S 21.183°W
杜瓦山是南極洲的山峰，位於科茨地，屬於沙克爾頓山脈中先鋒陡崖的一部分，海拔高度約1,600米，在1967年由美國海軍拍攝空中照片，以蘇格蘭的化學家詹姆斯·杜瓦命名。